# The Fosters
The Fosters ist eine US-amerikanische Fernsehserie mit Teri Polo und Sherri Saum in den Hauptrollen, die von 2013 bis 2018 von Nuyorican Productions und Prodco Inc. für den Fernsehsender Freeform (bis Januar 2016 ABC Family) produziert wurde. In der Serie geht es um das Leben eines lesbischen Paares mit drei Kindern, die in ihren Haushalt zwei Pflegekinder aufnehmen. Die Erstausstrahlung in den Vereinigten Staaten erfolgte am 3. Juni 2013 im Anschluss an das Serienfinale von The Secret Life of the American Teenager auf ABC Family.
In Deutschland wurden die ersten 76 Episoden der Serie auf dem Disney Channel ausgestrahlt. Die restlichen Episoden sendete der österreichische Free-TV-Sender ORF eins. Die deutsche Veröffentlichung der restlichen vierten und fünften Staffel erfolgte am 23. Februar 2021 auf Disney+ unter der neuen Marke Star.

## Handlung
Die Polizistin Stef und die stellvertretende Schulleiterin Lena Foster leben mit Stefs biologischem Sohn Brandon sowie den Adoptivkindern Jesus und Mariana zusammen. In der Pilotfolge nehmen Stef und Lena den Teenager Callie auf, die bereits bei verschiedenen Pflegeeltern leben musste. Ihr Bruder Jude kommt ebenfalls zu den Fosters. Callies schlechte Erfahrungen im Erziehungssystem, die Kontaktaufnahme von Mariana zu ihrer leiblichen Mutter und Brandons Gefühle für das neue Familienmitglied stellen das Leben der Fosters gehörig auf den Kopf.

## Produktion
Im Juli 2012 wurde bekannt, dass Jennifer Lopez und ihre Produktionsfirma Nuyorican Productions eine Familienserie für den Fernsehsender ABC Family entwickelt. Einen Monat später gab der Sender grünes Licht für die Produktion einer Pilotfolge. Wie Lopez in einem Interview verriet, würde sie – falls die Serie bestellt wird – einen Gastauftritt absolvieren. Im September 2012 wurden die zwei, zentralen, weiblichen Hauptrollen an Teri Polo und Sherri Saum vergeben. Einige Tage später wurden Maia Mitchell und David Lambert für weitere Hauptrollen gecastet. Eine weitere Hauptrolle ging an den aus Die Zauberer vom Waverly Place bekannten Darsteller Jake T. Austin, der die Rolle des Sohnes Jesus verkörpert.
Anfang Februar 2013 bestellte ABC Family eine erste Staffel der Serie. Die Produktion dazu hat am 5. April 2013 in Burbank, Kalifornien begonnen. Die Episodenanzahl der ersten Staffel wurde Ende Juli 2013 auf eine volle Staffellänge in Form von 21 Episoden erhöht. Bereits vor Ausstrahlungsbeginn dieser zweiten Staffelhälfte bestellte ABC Family im Oktober 2013 eine zweite Staffel. Die Ausstrahlung ist seit dem 16. Juni 2014 bei ABC Family zu sehen. Knapp eine Woche vor Ausstrahlung der zweiten Staffelhälfte der zweiten Staffel verlängerte der Sender die Serie um eine dritte Staffel. Die Verlängerung in eine vierte Staffel erfolgte Ende November 2015. Am 10. Januar 2017 wurde die Serie um eine fünfte Saison verlängert, die die 100. Episode der Serie beinhalten wird.

## Besetzung und Synchronisation
Die deutsche Synchronisation entsteht nach Dialogbüchern und unter der Dialogregie von Marie-Luise Schramm durch die Synchronfirma SDI Media Germany GmbH in Berlin.

### Hauptrollen
| Rolle                              | Schauspieler                 | Hauptrolle (Episoden) | Synchronisation            |
| ---------------------------------- | ---------------------------- | --------------------- | -------------------------- |
| Stefanie „Stef“ Marie Adams Foster | Teri Polo                    | 1.01–5.22             | Debora Weigert             |
| Lena Elizabeth Adams Foster        | Sherri Saum                  | 1.01–5.22             | Christin Marquitan         |
| Callie Quinn Adams Foster          | Maia Mitchell                | 1.01–5.22             | Lydia Morgenstern          |
| Brandon Foster                     | David Lambert                | 1.01–5.22             | Patrick Baehr              |
| Jesus Foster                       | Jake T. Austin Noah Centineo | 1.01–2.21 3.10–5.22   | Christian Zeiger           |
| Mariana Foster                     | Cierra Ramirez               | 1.01–5.22             | Jodie Blank                |
| Jude Jacob Adams Foster            | Hayden Byerly                | 1.01–5.22             | Noah Liebscher Cedric Eich |
| Michael „Mike“ Foster              | Danny Nucci                  | 1.01–5.22             | Charles Rettinghaus        |

### Nebenrollen
| Rolle                     | Schauspieler        | Nebenrolle (Episoden)                          | Synchronisation                      |
| ------------------------- | ------------------- | ---------------------------------------------- | ------------------------------------ |
| Ana Gutierrez             | Alexandra Barreto   | 1.01–5.19                                      | Anna Carlsson                        |
| Timothy Hasni             | Jay Ali             | 1.01–2.19, 4.01, 4.10, 5.11–5.12               | Felix Spieß                          |
| Talya Banks               | Madisen Beaty       | 1.01–1.20, 3.13, 4.15, 5.13, 5.19              | Julia Stoepel                        |
| Captain Roberts           | April Parker Jones  | 1.01–1.16, 4.14                                | Heike Schroetter                     |
| Vico Cerar                | Reiley McClendon    | 1.02–2.01                                      | Bastian Sierich                      |
| Lexi Rivera               | Bianca A. Santos    | 1.02–1.18, 3.11–3.17                           | Shalin Rogall                        |
| Kelsey                    | Anne Winters        | 1.02–1.16                                      | Soraya Richter                       |
| Wyatt Casey               | Alex Saxon          | 1.03–3.06, 5.09–5.20                           | Maximilian Artajo                    |
| Dana Adams                | Lorraine Toussaint  | 1.04, 1.10, 1.15, 2.06, 3.04, 3.10, 4.05, 5.07 | Ulrike Möckel                        |
| Connor Stevens            | Gavin MacIntosh     | 1.05–3.17                                      | Vincent Borko                        |
| Jenna Paul                | Suzanne Cryer       | 1.05, 3.03, 3.09, 4.05, 5.12–5.13              | Claudia Gáldy                        |
| Liam Olmstead             | Brandon Jones       | 1.06–1.07, 1.10, 2.05, 2.09, 2.20              | Valentin Stilu                       |
| Frank Elkin               | Sam McMurray        | 1.06, 1.10, 1.14–1.15, 5.18                    | Peter Reinhardt                      |
| Sonya Rivera              | Justina Machado     | 1.06–1.07, 1.10                                | Iris Artajo                          |
| Ernie Rivera              | Carlos Sanz         | 1.06–1.07, 1.10                                | Nicolas Buitrago                     |
| Sarah                     | Mary Mouser         | 1.06–1.07, 2.20                                | Friedel Morgenstern                  |
| Sharon Elkin              | Annie Potts         | 1.10–1.11, 1.15, 2.11, 3.11–3.14, 4.16, 5.15   | Isabella Grothe                      |
| Emma Kurtzman             | Amanda Leighton     | 1.12–2.21, 3.11–3.12, 4.01–5.22                | Maria Hönig                          |
| Daphne Keene              | Daffany Clark       | 1.12–3.20, 4.17–4.20, 5.19                     | Magdalena Turba                      |
| Becka                     | Annamarie Kenoyer   | 1.12–1.21, 2.08, 3.06                          | Marie-Luise Schramm                  |
| Cole                      | Tom Phelan          | 1.12–2.10 3.04–3.06, 5.04–5.05                 | Maximiliane Häcke Sebastian Kluckert |
| Carmen Cruz               | Alicia Sixtos       | 1.12–3.09                                      | Nicole Hannak                        |
| Gabi                      | Hayley Kiyoko       | 1.12–1.21                                      | Yvonne Greitzke                      |
| Kiara                     | Cherinda Kincherlow | 1.12–3.09                                      | Angelina Geisler                     |
| Rita Hendricks            | Rosie O’Donnell     | 1.12–3.16                                      | Martina Treger                       |
| Zac Rogers                | Julian De La Celle  | 1.12–1.21                                      | Sebastian Fitzner                    |
| Chase Dillon              | Garrett Clayton     | 1.12–1.17, 3.19                                | Dirk Stollberg                       |
| Dani                      | Marla Sokoloff      | 1.16–2.07                                      | Yvonne Greitzke                      |
| Amanda Rogers             | Romy Rosemont       | 1.18–1.21                                      | Gabriele Schramm-Philipp             |
| Donald Jacob              | Jamie McShane       | 1.18–1.19, 2.01, 3.02, 5.15–5.16, 5.19         | Michael Iwannek                      |
| Hayley Heinz              | Caitlin Carver      | 2.01–2.21, 3.12                                | Luisa Wietzorek                      |
| Robert Quinn              | Kerr Smith          | 2.01–3.06, 4.13–4.15, 5.02, 5.19               | Thomas Nero Wolff                    |
| Sophia Quinn              | Bailee Madison      | 2.01–3.06, 4.10                                | Friedel Morgenstern                  |
| Lou Chan                  | Ashley Argota       | 2.02–3.01, 3.19, 4.10                          | Tanya Kahana                         |
| Mat Tan                   | Jordan Rodrigues    | 2.02–5.22                                      | Roman Wolko                          |
| Adam Stevens              | Chris Bruno         | 2.02–3.11                                      | Matthias Rimpler                     |
| Jill Quinn                | Valerie Dillman     | 2.04–3.02                                      | Andrea Aust                          |
| Monte Porter              | Annika Marks        | 2.10–5.11                                      | Bianca Krahl                         |
| Rafael                    | Alberto De Diego    | 2.13–3.13                                      | Michael Ernst                        |
| Daria                     | Madison Pettis      | 2.15–3.01, 4.01–4.03                           | Mathilda von Benda                   |
| Taylor Shaw               | Izabela Vidovic     | 2.15–3.01, 3.20–5.19                           | Derya Flechtner                      |
| Elena Gutierrez           | Marlene Forte       | 2.20–3.17, 4.15, 5.08                          | Daniela Hoffmann                     |
| Victor Gutierrez          | Tony Plana          | 2.20–3.17, 5.08                                | Ronald Nitschke                      |
| AJ Hensdale               | Tom Williamson      | 3.01–5.10                                      | Nicolás Artajo                       |
| Kat                       | Katherine McNamara  | 3.01–3.02, 3.04                                | Gabrielle Pietermann                 |
| Tony                      | Keean Johnson       | 3.01–3.09                                      | Constantin von Jascheroff            |
| Adriana Gutierrez         | Yvette Monreal      | 3.03–3.13, 5.08                                | Shanti Chakraborty                   |
| Ty Hensdale               | Chris Warren Jr.    | 3.07–3.15, 4.15                                | Ozan Ünal                            |
| Justina Marks             | Kelli Williams      | 3.11–3.20                                      | Cathlen Gawlich                      |
| Jack Downey               | Tanner Buchanan     | 3.11–4.02                                      | Philip Süß                           |
| Cortney Strathmore        | Denyse Tontz        | 3.11–4.11, 5.04–5.07                           | Kristina Tietz                       |
| Will                      | Rob Morrow          | 3.11–3.13, 4.16                                | Dietmar Wunder                       |
| Sally Benton              | Pepi Sonuga         | 3.12–3.20                                      | Jill Schulz                          |
| Nick Stratos              | Louis Hunter        | 3.12–4.12, 5.11–5.12                           | Nico Sablik                          |
| Gabriel „Gabe“ Duncroft   | Brandon Quinn       | 3.13–5.08, 5.19                                | Boris Tessmann                       |
| Craig Stratos             | Mark Totty          | 3.20–4.01, 4.06, 4.18–5.01, 5.12               | Steven Merting                       |
| Aaron Baker               | Elliot Fletcher     | 4.03–5.20                                      | Amadeus Strobl                       |
| Noah Walker               | Kalama Epstein      | 4.03–5.19                                      | Lukas Berglund                       |
| Kyle Snow                 | Adam Irigoyen       | 4.05–4.19, 5.06, 5.17, 5.19                    | Henning Nöhren                       |
| Doug Harvey               | Hugh Scott          | 4.08–4.10, 4.19–4.20                           | Rainer Fritzsche                     |
| Detective Joe Gray        | Alex Skuby          | 4.09–4.19, 5.05, 5.17, 5.19                    | Christoph Banken                     |
| Grace Mullen              | Meg DeLacy          | 4.14–4.16, 5.02–5.19                           | Marieke Oeffinger                    |
| Drew Turner               | Jared Ward          | 4.15–5.12                                      | Sven Gerhardt                        |
| Miranda 'Diamond' Collins | Hope Olaide Wilson  | 4.17–5.01                                      | Maximiliane Häcke                    |
| Dean Bayfield             | Reggie Austin       | 5.02–5.14                                      | Bernhard Völger                      |
| Tess Bayfield             | Kristen Ariza       | 5.02–5.16                                      | Anke Reitzenstein                    |
| Logan Bayfield            | Christopher Meyer   | 5.02–5.19                                      | David Turba                          |
| Ximena Sinfuego           | Lisseth Chavez      | 5.02–5.19                                      | Esra Vural                           |
| Poppy Sinfuego            | Nandy Martin        | 5.03–5.19                                      | Alice Bauer                          |
| Susan Mullen              | Nia Peeples         | 5.08–5.19                                      | Antje von der Ahe                    |
| Agent Allen               | Chris McGarry       | 5.09–5.19                                      | Johannes Berenz                      |
| Declan Rivers             | Tyler Alvarez       | 5.11–5.19                                      | Constantin von Jascheroff            |
| Eliza Hunter              | Abigail Cowen       | 5.19–5.22                                      | Ilona Otto                           |
| Jim Hunter                | Robert Gant         | 5.20–5.22                                      | Peter Flechtner                      |
| Diane Hunter              | Susan Walters       | 5.20–5.22                                      | Silvia Mießbach                      |
| Jamie Hunter              | Beau Mirchoff       | 5.20–5.22                                      | Florian Hoffmann                     |
| Carter Hunter             | Spencer List        | 5.20–5.22                                      | Patrick Keller                       |

## Ausstrahlung
Vereinigte Staaten
Die Serie feierte am 3. Juni 2013 im Anschluss an das Serienfinale von The Secret Life of the American Teenager auf ABC Family Premiere. Im Dezember 2014 wurde ein Weihnachtsspecial ausgestrahlt.
Deutschland
In Deutschland startete die Serie am 17. November 2014 beim frei empfangbaren Disney Channel. Vom 21. September 2015 bis 8. Februar 2016 sendete Disney Channel auch die zweite Staffel der Serie. Die Ausstrahlung der dritten Staffel erfolgte vom 4. Mai 2017 bis zum 6. Juli 2017 auf dem Disney Channel. Im Gegensatz zu den ersten beiden Staffeln, wurde die dritte Staffel aufgrund niedriger Quoten zu einer späteren Sendezeit ausgestrahlt. Die ersten vierzehn Episoden der vierten Staffel wurden vom 13. Juli bis zum 28. September 2017 ausgestrahlt. Die restlichen Episoden und die finale fünfte Staffel erschienen am 23. Februar 2021 auf Disney+.

## Spin-offGood Trouble
Seit dem 8. Januar 2019 strahlt Freeform das Spin-off Good Trouble aus. Die deutsche Ausstrahlung erfolgt seit dem 29. Oktober 2020 auf Joyn Primetime.

## Rezeption

### Kritik
Schon bevor die Serie im US-amerikanischen Fernsehen ausgestrahlt wurde, rief der konservative Verband One Million Moms auf, die Serie zu boykottieren. In einem Statement heißt es: „Offensichtlich hat ABC seinen Verstand verloren. Sie haben nicht locker gelassen, also werden wir es auch nicht tun. ABCs Familiensender hat einige anti-familiäre Sendungen im Programm und sie planen eine weitere auf ihre wachsende Liste hinzuzufügen. ABC Family hat einen Serienpiloten von Jennifer Lopez’ Produktionsstudio Nuyorican bestellt, über ein lesbisches Paar und ihre zusammengewürfelte Familie. Viele Familien haben bereits gemerkt, dass ABC Family alles andere als familienfreundlich ist. Doch weil Familie in dem Namen des Senders steht, dachten wir, es sollte eine Warnung an die ausgesprochen werden, die den Sender weiterhin schauen.“

### Auszeichnungen und Nominierungen
Teen Choice Awards
- 2013: Auszeichnung in der Kategorie Choice TV Breakout Show für The Fosters
- 2013: Nominierung in der Kategorie Choice Summer TV Show für The Fosters
- 2013: Nominierung in der Kategorie Choice Summer TV Star: Male für Jake T. Austin
- 2013: Nominierung in der Kategorie Choice Summer TV Star: Female für Maia Mitchell
- 2014: Nominierung in der Kategorie Choice TV Show Drama
- 2014: Nominierung in der Kategorie Choice TV Actor: Drama für Jake T. Austin
- 2014: Nominierung in der Kategorie Choice TV Actress: Drama für Maia Mitchell
- 2014: Nominierung in der Kategorie Choice Summer TV Star: Male für David Lambert
- 2014: Nominierung in der Kategorie Choice Summer TV Star: Female für Cierra Ramirez
- 2015: Nominierung in der Kategorie Choice TV Show Drama
- 2015: Nominierung in der Kategorie Choice TV Actor: Drama für Jake T. Austin
- 2015: Nominierung in der Kategorie Choice TV Actress: Drama für Maia Mitchell
- 2015: Nominierung in der Kategorie Choice Summer TV Star: Male für David Lambert
- 2016: Nominierung in der Kategorie Choice Summer TV Show
- 2016: Nominierung in der Kategorie Choice TV Actress: Drama für Maia Mitchell
- 2016: Nominierung in der Kategorie Choice Summer TV Actor für David Lambert
- 2016: Nominierung in der Kategorie Choice Summer TV Actress für Cierra Ramirez